# Шахтинская ТЭЦ (Казахстан)
Ша́хтинская ТЭЦ (каз. Шахтинск ЖЭО, Шахтинск жылу электр орталығы, бывшая Тенте́кская ТЭЦ) — электростанция местного значения, расположена в городе Шахтинск Карагандинской области. Станция вырабатывает как электрическую, так и тепловую энергию, которая поступает на теплоснабжение города. Принадлежит компании ТОО «Шахтинскэнерго».

## История
Посёлок Тентек был основан в 1949 году в связи с освоением Тентекского месторождения коксующихся углей. 6 шахтам и другим промышленным предприятиям района требовались электроэнергия и тепловодоснабжение. В 1960 году было начато строительство ТЭЦ. В 1961 посёлок Тентек получил статус города и новое имя — Ша́хтинск, и было принято решение о централизованном теплоснабжении жилищно-коммунального сектора. Первые агрегаты — 2 турбины и 2 котла производительностью 75 т/час каждый, были введены в эксплуатацию в 1964 году, а в 1965 вошли в строй 3-я турбина и котлоагрегат № 3. Установленная мощность электростанции в 1967 достигла 18 МВт. К 1978 на ТЭЦ были дополнительно установлены котлоагрегат № 4 и пиковый водогрейный котёл нового типа на мазуте мощностью 100 Гкал/ч.
С 1975 года ТЭЦ стала работать круглогодично, обеспечивая технологическим паром вновь построенный завод СМС. В 1985 введён в строй пятый котёл БКЗ-75-39ФБ, а в 1989 — шестой. К 1992 году тепловая мощность станции составила — 358 Гкал/ч.
После распада СССР ТЭЦ несколько раз меняла хозяев. В 2006 году электростанция была объявлена банкротом, в том числе и из-за человеческого фактора. Ранее от услуг ТЭЦ отказались шахты АО «АрселорМиттал Темиртау», расположенные в Шахтинске, построившие собственную котельную. Это делало её нерентабельной, учитывая сократившееся население города, простаивание после окончания отопительного сезона и состояние оборудования. Акимом Карагандинской области Н. Нигматулиным было принято решение о возврате Тентекской ТЭЦ в государственную собственность, что позволило нормализовать теплоснабжение города. Переименованная электростанция ежегодно получает дотации из бюджета — около 1 млрд тенге.

## Основные данные
Основные производственные показатели ТЭЦ:
- Установленная электрическая мощность — 18 МВт (2014)[11]
- Располагаемая электрическая мощность — 12 МВт (2014)[11]
- Рабочая электрическая мощность — 5 МВт (2013)[12]
- Установленная тепловая мощность — 141,6 Гкал/ч[7]
- Располагаемая тепловая мощность — 113,5 Гкал/ч[7]

Основной вид топлива, использующийся на станции — уголь карагандинского бассейна (шахты им. Ленина и «Казахстанская»). Высота дымовой трубы — 100 м. Персонал компании — 606 человек.

## Оборудование
Источник данных: Дукенбаев К. Д. Энергетика Казахстана. Движение к рынку. 1998

### Котлы
| Ст. № | Тип         | Год ввода | Производительность, т/ч | Давление пара, кгс/см² | Температура пара, °C | Наработка, часов |
| ----- | ----------- | --------- | ----------------------- | ---------------------- | -------------------- | ---------------- |
| 1     | БКЗ-75-39ФБ | 1964      | 75                      | 40                     | 440                  | 119 898          |
| 2     | БКЗ-75-39ФБ | 1964      | 75                      | 40                     | 440                  | 95 644           |
| 3     | БКЗ-75-39ФБ | 1965      | 75                      | 40                     | 440                  | 112 572          |
| 4     | БКЗ-75-39ФБ | 1972      | 75                      | 40                     | 440                  | 82 217           |
| 5     | БКЗ-75-39ФБ | 1985      | 75                      | 40                     | 440                  | 35 992           |
| 6     | БКЗ-75-39ФБ | 1989      | 75                      | 40                     | 440                  | 21 195           |
| 1В    | ПТВМ-100    | 1978      | 100 Гкал/час            |                        |                      | 20 142           |

### Турбины
| Ст. № | Тип       | Год ввода | Мощность, МВт | Давление пара, кгс/см² | Температура пара, °C | Наработка, часов |
| ----- | --------- | --------- | ------------- | ---------------------- | -------------------- | ---------------- |
| 1     | ПР-6-35/5 | 1964      | 6             | 35                     | 435                  | 135 272          |
| 2     | ПР-6-35/5 | 1965      | 6             | 35                     | 435                  | 131 723          |
| 3     | ПР-6-35/5 | 1965      | 6             | 35                     | 435                  | 140 123          |

### Генераторы
| Ст. № | Тип      | Мощность, МВт | Напряжение, кВ |
| ----- | -------- | ------------- | -------------- |
| 1     | ТГТ2-6-2 | 6             | 6,3            |
| 2     | ТГТ2-6-2 | 6             | 6,3            |
| 3     | ТГТ2-6-2 | 6             | 6,3            |

## Перспективы
Дефицит электроэнергии в Карагандинской области (свыше 300 МВт) требует строительства новых и расширения действующих мощностей. На Шахтинской ТЭЦ планируется вырабатывать электрическую энергию для города Сарань в количестве 60 МВт, для чего планируется провести реконструкцию станции. Кроме того, программа развития энергетики Карагандинской области предусматривает строительство семи мини-ТЭЦ в городах области, в том числе в Шахтинске и посёлке Шахан (подчинён Шахтинской городской администрации).